# Île Georges
Pour les articles homonymes, voir Georges.
L'île Georges est une petite île dans le port d'Halifax, en Nouvelle-Écosse, au Canada. 

## Historique
C'est un drumlin formé il y a quelques milliers d'années durant la dernière glaciation.
Fréquentée depuis des millénaires par les peuples amérindiens, l'île a servi aux pêcheurs européens à partir du XVIIe siècle. Les Français l'appelaient l'île Ronde ou l'île de la Raquette. En 1749,elle fut nommée George Island par Edward Cornwallis, en l'honneur du monarque britannique George II , puis finalement, en 1963, elle fut rebaptisée Georges Island (île Georges en français).
Halifax était l'une des quatre principales bases navales de la Royal Navy et le fort Charlotte de l'île Georges, dont la construction a été ordonnée en 1750 par Cornwallis, faisait partie intégrante des fortifications de la ville. Entre 1755 et 1763, pendant la Déportation et jusqu'à la fin de la guerre de Sept Ans, des centaines d'Acadiens ont été emprisonnés dans l'île.
L'île est un lieu historique national du Canada depuis 1960, mais il est impossible de la visiter.